# Günter Dreibrodt
Günter Dreibrodt, nemški rokometaš, * 26. julij 1951, Roßlau.
Leta 1980 je na poletnih olimpijskih igrah v Moskvi v sestavi vzhodnonemške rokometne reprezentance osvojil zlato olimpijsko medaljo.